# Finala Cupei României 2025
Finala Cupei României 2025 a fost meciul final al sezonului 2024-2025 al Cupei României, cea de-a 87-a ediție al turneului național de fotbal din România organizat de FRF. S-a disputat pe 14 mai 2025 pe Stadionul Francisc Neuman din Arad, între cluburile CFR Cluj și Hermannstadt.
CFR Cluj a câștigat meciul pentru a obține al cincilea trofeu al Cupei României, după ce a obținut trofeul anterior la finala din 2016. În calitate de câștigătoare, CFR Cluj s-a calificat în primul tur preliminar al UEFA Europa League 2025-2026. De asemenea, s-a calificat și în Supercupa României 2025, unde va întâlni FCSB în calitate de campioană a ligii.

## Apariții anterioare
| Echipa       | Apariții finale anterioare (îngroșat indică câștigătorii) |
| ------------ | --------------------------------------------------------- |
| CFR Cluj     | 5 (2008, 2009, 2010, 2013, 2016)                          |
| Hermannstadt | 1 (2018)                                                  |

## Drumul spre finală
Pentru mai multe detalii despre acest subiect, vedeți Cupa României 2024-2025.

### CFR Cluj
Ca echipă ce a participat în play-off-ul SuperLigii 2023-2024, CFR Cluj a intrat în cupă în faza grupelor, fiind repartizată în grupa A alături de Rapid București (SL), FC Botoșani (SL), Ceahlăul Piatra Neamț (L2), CS Afumați (L2) și Argeș Pitești (L2), unde au jucat doar împotriva lui FC Argeș, Ceahlăul și Rapid, toate meciurile fiind disputate în deplasare. A început aventura în Cupa României cu o remiză, 2-2, împotriva echipei Argeș Pitești, golurile clujenilor fiind marcate de Vasile Mogoș și Aly Abeid. CFR a învins-o apoi pe echipa din Liga a II-a Ceahlăul Piatra Neamț, cu 2-1, golurile fiind marcate de Béni Nkololo și Meriton Korenica. În ultima etapă, împotriva echipei Rapid București, CFR s-a impus cu 2-0 prin golurile marcate de Mohammed Kamara și Alin Fica, reușind să încheie astfel grupa pe primul loc cu șapte puncte acumulate și să obțină calificarea în sferturile de finală.
În sferturile de finală, CFR Cluj a fost repartizată împotriva clubului Universitatea Craiova, tot din SuperLigă. Într-un meci disputat acasă, pe stadionul Dr. Constantin Rădulescu, CFR a învins-o dramatic pe echipa craioveană, după executarea loviturilor de departajare, după ce scorul a fost 1-1 la finalul celor 120 de minute. Golul final din penalti a fost marcat de Louis Munteanu. În semifinala împotriva echipei Farul Constanța, disputat tot la Cluj-Napoca, CFR Cluj s-a impus cu ușurință, 4-1, grație golurilor înscrise de Daniel Graovac, Aly Abeid, Louis Munteanu și Lindon Emërllahu. Această victorie a calificat-o pe CFR în a șasea finală a Cupei României și prima din 2016, când a câștigat-o la lovituri de departajare contra lui Dinamo București.

### Hermannstadt
Ca echipă ce a participat în play-out-ul SuperLigii 2023-2024, Hermannstadt a intrat în cupă în runda play-off. A început aventura în Cupa României cu o victorie lejeră 3-0 împotriva echipei de Liga a III-a CSM Focșani. Drept urmare, a fost repartizată în grupa C alături de UTA Arad (SL), Farul Constanța (SL), Politehnica Iași (SL), Unirea Ungheni (L2) și Sănătatea Servicii Publice Cluj (L3), unde au jucat doar împotriva lui Ungheni, Farul și Politehnica Iași. În prima etapă, în deplasare, împotriva echipei de ligă secundă Unirea Ungheni, Hermannstadt s-a impus la limită, 2-1, prin golurile marcate de Aurelian Chițu și Robert Popescu. Apoi, Hermannstadt a întâlnit-o pe Farul Constanța, acasă, cu care a încheiat la egalitate 1-1, golul sibienilor fiind marcat de Cristian Neguț. În ultima etapă, în deplasare, împotriva echipe de SuperLigă Poltehnica Iași, cele două echipe au încheiat la egalitate, 0-0. În urma acestui rezultat, Hermannstadt și Poli Iași s-au aflat la egalitate perfectă în clasament, astfel încât a fost nevoie de un baraj pentru a decide echipa care se clasează pe locul 2 și va avansa mai departe. Într-o rejucare, tot în deplasare, Hermannstadt s-a impus cu 1-0 după prelungiri, golul victoriei fiind marcat de Ianis Stoica în minutul 111.
În sferturile de finală, Hermannstadt a fost repartizată împotriva echipei de ligă secundă CSM Reșița, cu care s-a întâlnit în deplasare, pe stadionul Mircea Chivu. Sibienii s-au impus fără emoții, 4-0, golurile fiind marcate de Nana Antwi, Ionuț Stoica, Sergiu Buș și Cristian Neguț. În semifinale, Hermannstadt a întâlnit o echipă mult mai puternică, Rapid București, care era considerată una dintre principalele favorite la câștigarea trofeului. Într-un meci disputat acasă, pe Stadionul Municipal Sibiu, Hermannstadt a deschis scorul în prima repriză Tiago Gonçalves. Avantajul s-a menținut până aproape de finalul meciului când Rapid a egalat în minutul 85. Totuși, în al patrulea minut de prelungire, Sergiu Buș a marcat golul învingător pentru Hermannstadt, calificând echipa în a doua sa finală, după cea pierdută din 2018 în fața Universității Craiova.

### Rezumat
Notă: În toate rezultatele de mai jos, scorul finalistului este dat mai întâi (A: acasă; D: deplasare).
| Loc | Echipă   | Pct. | MJ |
| --- | -------- | ---- | -- |
| 1.  | CFR Cluj | 7    | 3  |
| 2.  | Rapid    | 6    | 3  |
| 3.  | Botoșani | 6    | 3  |
| 4.  | Afumați  | 4    | 3  |
| 5.  | Ceahlăul | 1    | 3  |
| 6.  | Argeș    | 1    | 3  |

| Loc | Echipă         | Pct. | MJ |
| --- | -------------- | ---- | -- |
| 1.  | FCV Farul      | 5    | 3  |
| 2.  | Hermannstadt   | 5    | 3  |
| 3.  | Poli Iași      | 5    | 3  |
| 4.  | Sănătatea Cluj | 2    | 3  |
| 5.  | Unirea Ungheni | 2    | 3  |
| 6.  | UTA Arad       | 2    | 3  |

## Meciul
| CFR Cluj                                     | 3 – 2   | Hermannstadt             |
| -------------------------------------------- | ------- | ------------------------ |
| M. Kamara 15' L. Munteanu 23' B. Nkololo 49' | Detalii | 37' T. Căpușă 74' S. Buș |

| CFR Cluj | Hermannstadt |

| P            | 89 | Ottó Hindrich       | 86'   |        |
| F            | 45 | Camora (c)          |       | 82'    |
| F            | 6  | Sheriff Sinyan      |       |        |
| F            | 4  | Léo Bolgado         |       |        |
| F            | 6  | Daniel Graovac      | 87'   |        |
| M            | 17 | Meriton Korenica    | 59'   | 82'    |
| M            | 18 | Lindon Emërllahu    | 90+6' |        |
| M            | 88 | Damjan Đoković      | 90+7' |        |
| A            | 7  | Mohammed Kamara     | 90+2' | 90+13' |
| A            | 9  | Louis Munteanu      |       | 90+9'  |
| A            | 96 | Béni Nkololo        | 82'   | 82'    |
| Rezerve:     |    |                     |       |        |
| P            | 71 | Mihai Popa          |       |        |
| F            | 3  | Aly Abeid           |       | 90+13' |
| A            | 10 | Ciprian Deac        |       |        |
| M            | 11 | Adrian Păun         |       |        |
| F            | 13 | Simão Rocha         |       | 82'    |
| F            | 27 | Matei Ilie          |       | 90+9'  |
| M            | 82 | Alin Fică           |       | 82'    |
| A            | 93 | Virgiliu Postolachi |       | 82'    |
| A            | 97 | Andres Șfaiț        |       |        |
| Antrenor:    |    |                     |       |        |
| Dan Petrescu |    |                     |       |        |

| P                  | 25 | Cătălin Căbuz     |       |     |
| F                  | 15 | Tiago Gonçalves   | 90+7' |     |
| F                  | 4  | Ionuț Stoica (c)  | 90+9' |     |
| F                  | 2  | Vahid Selimović   |       | 46' |
| F                  | 66 | Tiberiu Căpușă    | 83'   | 74' |
| M                  | 24 | Antoni Ivanov     | 35'   |     |
| M                  | 29 | Ionuț Biceanu     |       | 46' |
| M                  | 8  | Alessandro Murgia | 90+7' |     |
| A                  | 7  | Ianis Stoica      | 85'   |     |
| A                  | 9  | Aurelian Chițu    |       | 46' |
| A                  | 96 | Silviu Balaure    |       | 90' |
| Rezerve:           |    |                   |       |     |
| P                  | 31 | Vlad Muțiu        |       |     |
| F                  | 5  | Florin Bejan      |       | 46' |
| M                  | 6  | Kalifa Kujabi     |       |     |
| A                  | 10 | Cristian Neguț    | 90+8' | 46' |
| A                  | 11 | Sergiu Buș        |       | 74' |
| M                  | 17 | Dragoș Iancu      |       |     |
| F                  | 27 | Valerică Găman    |       |     |
| M                  | 30 | Nana Antwi        | 88'   | 46' |
| A                  | 45 | Robert Popescu    |       | 90' |
| Antrenor:          |    |                   |       |     |
| Marius Măldărășanu |    |                   |       |     |

Omul meciului:
Louis Munteanu
Arbitrii asistenți:
Andrei Constantinescu (București)
Romică Bîrdeș (Pitești)

Al patrulea oficial:
Rareș Vidican (Satu Mare)

Arbitru asistent video (VAR):
Sorin Costreie (Voluntari)

Asistent VAR:
Iulian Dima (București)

| Regulile meciului - 90 de minute. - 30 de minute de prelungiri dacă este necesar. - Lovituri de departajare dacă scorul este încă la egalitate. - Nouă înlocuitori numiți. - Maximum de 5 schimbări, cu o a șasea permisă în prelungiri. |

## Legături externe
- Site web oficial